# Tetsuya Kakihara
Tetsuya Kakihara (柿原 徹也?, Kakihara Tetsuya; Düsseldorf, 24 dicembre 1982) è un doppiatore, cantante e blogger giapponese.

## Biografia
La sua carriera come seiyū è iniziata nel 2002 e attualmente lavora per 81 Produce. Conosce cinque lingue: giapponese, tedesco, spagnolo, inglese e latino.

## Doppiaggio

### Serie anime
- Amnesia (Shin)
- Blue Exorcist (Amaimon)
- Arifureta - Il più forte del mondo con un mestiere comune (Kōki Amanogawa)
- Battle Spirits - Brave (Yus Glynnhorn)
- Bleach (Ggio Vega)
- Ensemble stars (Akehoshi Subaru)
- Brave 10 (Sarutobi Sasuke)
- Cross Game (Mizuki Asami)
- Sensei no ojikan (Koro-chan)
- Digimon (Ryouma)
- Dog Days (Gaul)
- Dragonaut: The Resonance (Kazuki Tachibana)
- Fairy Tail (Natsu Dragonil)
- Fullmetal Alchemist: Brotherhood (Kain Fuery)
- Ga-Rei-Zero (Masaki Shindou)
- Hakkenden - Touhou hakken ibun ( Shino Inuzuka)
- K project (Adolf K. Weisman)
- Kannagi (Meguru Akiba)
- Kinnikuman Perfect Origin Arc (Stecasee-King)
- Lil'Pri (Wish/Chris)
- Linebarrels of Iron (Kouichi Hayase)
- Mahō shōjo Lyrical Nanoha A's (Lævateinn, Graf Eisen, Randy)
- My Next Life as a Villainess: All Routes Lead to Doom! (Keith Claes)[1]
- Metal Fight Beyblade (Hyouma)
- Minami-ke (Fujioka)
- Monkey Typhoon (Annunciatore)
- Nabari (Sōrō Katō)
- Nanbaka (Uno)
- Nepos Napos (Timo)
- Pocket Monsters Diamond and Pearl (Reiji)
- Pretty Rhythm: Rainbow Live (Koji Mihama)
- Princess Princess (Yutaka Mikoto)
- Prism Ark (Hyaweh)
- Rinne (Masato)
- Romeo × Juliet (Mercuzio)
- Saint Seiya Ω (ryuhou)
- Shangri-La (MEDUSA)
- Sfondamento dei cieli Gurren Lagann (Simon)
- Ensemble Stars! (Akehoshi Subaru)
- A3! (Yukishiro Azuma)
- Smile Pretty Cure! (Brian Taylor)
- Solo Leveling (Kei)
- Twin Princess - Principesse gemelle (Bright)
- Zombie-Loan (Lyca)

### Videogiochi
- Akiba's Trip (Yu Abeno)
- Akiba's Beat (Kanon)
- Atelier Iris: Eternal Mana (Klein Kiesling)
- Atelier Iris 3: Grand Phantasm (Alvero Kronie)
- BlazBlue: Calamity Trigger (Jin Kisaragi/Hakumen)
- BlazBlue: Continuum Shift (Jin Kisaragi/Hakumen)
- BlazBlue: Chronophantasma (Jin Kisaragi/Hakumen)
- BlazBlue: Centralfiction (Jin Kisaragi/Hakumen)
- BlazBlue: Cross Tag Battle (Jin Kisaragi/Hakumen)
- BlazBlue Alternative: Dark War (Jin Kisaragi/Hakumen)
- BlazBlue: Entropy Effect (Jin Kisaragi/Hakumen)
- Corpse Party: Blood Covered (Sakutaro Morishige)
- Danganronpa V3: Killing Harmony (K1-B0)
- Dawn of Mana (Keldric)
- Disgaea 5: Alliance of Vengeance (Zeroken)
- Disgaea RPG (Zeroken)
- Dissidia Final Fantasy: Opera Omnia (Prompto Argentum)
- Dynasty Warriors 8 (Zhu Ran)
- Dynasty Warriors 9 (Zhu Ran)
- Ensemble Stars! (Subaru Akehoshi)
- Fate/Grand Order (Archer/Takasugi Shinsaku)
- Final Fantasy XV (Prompto Argentum)
- Gate of Nightmares (Manatsu)
- Grand Summoners (Rayas)
- Genshin Impact (Scaramouche)
- God Wars: Future Past (Urashima)
- Granblue Fantasy (Elmott, Icas)
- Mega Man Zero 4 (Fenri Lunaedge)
- Mega Man ZX (Fenri Lunaedge)
- Mega Man Star Force 3: Black Ace/Red Joker (Arthur C. Eos/Ace, Hunter-VG)
- Occultic;Nine (Shun Moritsuka)
- SINoALICE (Aladdin)
- Solatorobo: Red the Hunter (Red Savarin)
- Suikoden Tierkreis (Liu-Shen)
- Super Robot Wars Z2: Destruction Chapter (Simon)
- Super Robot Wars Z2: Rebirth Chapter (Simon)
- Super Robot Wars Z3: Hell Chapter (Angelo Sauper, Simon)
- Super Robot Wars Z3: Heaven Chapter (Angelo Sauper, Simon)
- Super Robot Wars V (Angelo Sauper)
- Super Robot Wars X (Simon)
- Tales of Hearts (Shing Meteoryte)
- Tales of the Rays (Shing Meteoryte)
- Tales of Crestoria (Shing Meteoryte)
- The Legend of Heroes: Trails from Zero (Lloyd Bannings)
- The Legend of Heroes: Trails to Azure (Lloyd Bannings)
- The Legend of Heroes: Trails of Cold Steel II (Lloyd Bannings)
- The Legend of Heroes: Akatsuki no Kiseki (Lloyd Bannings)
- The Legend of Heroes: Trails of Cold Steel IV (Lloyd Bannings)
- The Legend of Heroes: Trails into Reverie (Lloyd Bannings)
- Virtua Quest (Lion Rafale, Fei)
- Wand Of Fortune (Blazing Guy)
- War of the Visions: Final Fantasy Brave Exvius (Prompto Argentum)
- Warriors Orochi 4 (Zhu Ran)
- Zenless Zone Zero (Asaba Harumasa)

### OAV e film d'animazione
- Mai-Otome (Kid)
- I Cavalieri dello zodiaco - The Lost Canvas (Tenma)
- Mobile Suit Gundam Unicorn (Angelo Sauper)
- Naruto Shippuden - L'esercito fantasma (Kusuna)
- Vexille (Taro)

### Altro
- Tartarughe Ninja - Leonardo
- Fairy Tail - Eternal Fellows (Secondo OAV opening) come cantante.